# 莫尼诺
莫尼诺（羅馬化：Monino）是俄罗斯莫斯科州的市级镇，属州辖市晓尔科沃市（城市区），地处莫斯科州东北部，在区行政中心晓尔科沃东南、州府莫斯科东偏北方，镇内设有同名铁路车站。该镇南侧不远处有M7公路（伏尔加公路）经过，东北方有奥卡河一支流克利亚济马河流过。中央空军博物馆位于该镇。
该地2021年人口有20,326人；2010年人口22,821；2002年人口20,017；1989年人口18,582。